# Emmanuel Chidi
Emmanuel Chidi Namdi (* 1980 in Nigeria; † 6. Juli 2016 in Fermo, Italien) war ein Flüchtling aus Nigeria, der im Juli 2016 Opfer eines rassistisch motivierten Angriffs wurde. Er wurde auf offener Straße von einem Hooligan erschlagen.
Chidi war mit seiner schwangeren Partnerin Chinyery aus Nigeria geflohen, nachdem sie beide bei einem Angriff der Boko-Haram-Milizen ihre Eltern und eine Tochter verloren hatten. Sie nahmen von Libyen aus die Route über das Mittelmeer und gelangten über Palermo nach Fermo, wo sie seit Dezember 2015 lebten. Kurz nach der Überfahrt erlitt Chinyery eine Fehlgeburt. Am 6. Januar heiratete das Paar in Fermo in der Kirche San Marco alle Paludi. Sie waren zuletzt in einem Heim der Caritas in der Nähe des erzbischöflichen Seminars untergebracht. In Fermo helfen besonders katholische Geistliche Asylsuchenden. In der Zeit vor der Tat wurden vor vier Kirchen Sprengsätze gefunden.

## Tathergang
Chidi und seine Frau unternahmen am 5. Juli 2016 einen Spaziergang auf der Via XX Settembre, unweit des erzbischöflichen Seminars. Dort hätten sich Fans der örtlichen Fußballmannschaft dem Paar genähert und angefangen zu pöbeln. Zwei junge Männer hätten Chinyery beleidigt, sie eine „afrikanische Äffin“ genannt und begonnen, an ihr zu zerren. Als Namdi sich vor seine Frau gestellt und sie verteidigt hatte, schlug einer der Männer auf ihn ein und traf ihn am Kopf. Als er bewusstlos am Boden lag, sollen die Angreifer ihn weiter geprügelt und getreten haben. Die Details des Tathergangs werden noch ermittelt (Stand: 7. Juli 2016). Chidi erlitt Gehirnblutungen und fiel ins Koma. Er erlangte das Bewusstsein nicht wieder und starb am 6. Juli 2016 im Krankenhaus an seinen Verletzungen. Auch Chinyery Namdi wurde geschlagen und erlitt leichte Verletzungen.
Ein Tatverdächtiger wurde einen Tag nach Namdis Tod auf Weisung der Staatsanwaltschaft festgenommen. Die Tagesschau berichtete, der mutmaßliche Täter sei „ein Rechtsextremer aus dem Hooligan-Umfeld, der schon vorher durch Gewaltakte aufgefallen war“. Die Anklage laute auf Totschlag, erschwerender Umstand sei der rassistische Beweggrund.

## Reaktionen
Regierungschef Matteo Renzi und andere Politiker verurteilten die Tat.
„Das ist ein Tag tiefer Trauer. […] Italien wird nicht von [Name des mutmaßlichen Täters] repräsentiert“, sagte Italiens Innenminister Angelino Alfano nach der Tat. Chinyery Namdi sagte er einen sicheren Flüchtlingsstatus zu.
Die Verleihung des ersten Kurzfilmpreises Multicultura Omnibus der Associazione Omnibus Omnes wurde im Sommer 2016 Emmanuel Chidi Namdi gewidmet.